# Angus MacKay
Angus MacKay   (Lima, 28 d'agost de 1939 - 29 d'octubre de 2016) va ser un medievalista i hispanista del Regne Unit, d'origen escocès. El seu àmbit d'interès era la Baixa Edat Mitjana a Espanya.
Va ser quatre anys lecturer in history a la Universitat de Reading, i la resta de la seva carrera docent l'ha exercit a la University of Edinburgh, on va obtenir el grau de Doctor of Philosophy el 1970. El 1986 va succeir com a Professor of Medieval History el seu mentor, Denys Hay.

## Obra
- Love, religion, and politics in fifteenth century Spain by Ian Macpherson and Angus MacKay. Leiden; Boston: Brill, 1998. ISBN 90-04-10810-6[3]
- Atlas of medieval Europe edited by Angus Mackay with David Ditchburn. London; New York: Routledge, 1997. ISBN 0-415-12231-7[4]
- Spanish world: civilization and empire, Europe and the Americas, past and present edited by J.H. Elliott; texts by Angus MacKay… ET to.. New York: H.N.Abrams, 1991. ISBN 0-8109-3409-4
- The Hispanic world; civilization and empire: Europe and the Americas: past and present edited by J.H. Elliott; texts by Angus Mackay… ET to. London: Thames and the Hudson, 1991 (hi ha traducció a l'espanyol: Barcelona: Crítica, 1991)
- The impact of humanism on Western Europe edita per Anthony Goodman and Angus MacKay. London; New York: Longman, 1990 (1993 printing) ISBN 0-582-50331-0
- Medieval frontier societies edited by Robert Bartlett and Angus MacKay. Oxford England: Clarendon Press; New York: Oxford University Press, 1989 ISBN 0-19-822881-3[5]
- Society, economy, and religion in annoys medieval Castile Angus MacKay. London: Variorum Reprints, 1987. ISBN 0-86078-209-3
- Things removed from the History of king Don Juan the Second (BL MS Egerton 1875) edited by Angus MacKay and Dorothy Sherman Severin. University of Exeter, 1981.
- Money, prices, and politics in fifteenth-century Castile Angus MacKay.London: Royal Historical Society, 1981. ISBN 0-901050-82-2
- Spain in the Middle Ages: from frontier to empire, 1000-1500 Angus MacKay. New York: St. Martin's Press, 1977. ISBN 0-333-12817-6[6] (hi ha traducció a l'espanyol: L'Espanya de l'Edat Mitjana, des de la frontera fins a l'imperi (1000-1500), Madrid: Càtedra, 1985, ISBN 84-376-0244-0)